# Lœuilley
Lœuilley település Franciaországban, Haute-Saône megyében. Lakosainak száma 96 fő (2022. január 1.). Lœuilley Attricourt, Champagne-sur-Vingeanne, Beaumont-sur-Vingeanne, Dampierre-et-Flée és Broye-les-Loups-et-Verfontaine községekkel határos.

## Népesség
A település népességének változása:
| Lakosok száma | 112  | 109  | 104  | 102  | 103  | 101  | 99   | 96   |
|               | 2013 | 2015 | 2017 | 2018 | 2019 | 2020 | 2021 | 2022 |